# Figge Boström
Fredrik "Figge" Boström, född 11 november 1969 i Hammarby församling, är en svensk musiker, musikproducent och låtskrivare.

## Historia
Boström blev i tidiga år introducerad till musiken genom sin far som var kantor. Boström gick på musikgymnasiet i Västerås och påbörjade även studier på Musikhögskolan Ingesund och Kungliga Musikhögskolan i Stockholm. 
Under tidigt 1990-tal arbetade han tillsammans med bland andra Stig Vig och Internal Dread i studion Rub-a-Dub. Mellan åren 1994 och 1998 spelade han i husbandet QBTQ, tillsammans med Micke Syd, Gaffa och Nick Malmesten, som spelade på Adam Alsings talkshow på TV3. Han spelade även på Chinateatern i musikalen Grease under en tid. 
På 90-talet arbetade Figge Boström i olika studior, bland annat i Studio Katastrofa tillsammans med bland andra Martin Terefe och Pontus Söderqvist. 1998 flyttade han in i Orange Room hos LaCarr Musics låtskrivar- och musikproducentstall i Stockholm som bland annat har arbetat med artister som Meja och Ace of Base. Sedan år 2000 verkar han under namnet Catfarm Music (tidigare Figgebass Popodrome) i Studio Catfarm i Enskede och år 2006 startade han skivbolaget Catfish Records.
Figge Boström har under flera säsonger gjort några av sångbakgrunderna på Idols livesändningar och har även spelat in och producerat artisterna på några av Idols och även Fame Factorys samlingsskivor. 2004 spelade han in deltagarna i det svenska Big Brother-huset när de sjöng in hans låt We became friendsBig Brother 2004 - We Became Friends. Låten gavs aldrig ut på skiva men finns med på en Big Brother DVD. Denna låt spelades 2008 in av den ungerska artisten Mark Zentai men nu med titeln How We Party.Mark Zentai - How We Party

## Melodifestivalen(bidrag)
| År   | Land    | Titel               | Artist                     | Taxt & musik                                    | Placering                                                                                           |
| ---- | ------- | ------------------- | -------------------------- | ----------------------------------------------- | --------------------------------------------------------------------------------------------------- |
| 2007 | Sverige | "Drop Dead"         | Missmatch                  | Figge Boström / Woody/Woody/Persson/Grauers     | Utslagen i delfinal                                                                                 |
| 2009 | Sverige | "You're My World"   | Emilia Rydberg             | Figge Boström / Emilia Rydberg                  | 9:e plats i finalen                                                                                 |
| 2011 | Sverige | "Spring För Livet"  | Sara Varga                 | Figge Boström / Sara Varga                      | 9:e plats i finalen                                                                                 |
| 2011 | Sverige | "In The Club"       | Danny Saucedo              | Figge Boström / Peter Boström / Danny Saucedo   | 2:a plats i finalen                                                                                 |
| 2012 | Sverige | "Amazing"           | Danny Saucedo              | Figge Boström / Peter Boström / Danny Saucedo   | 2:a plats i finalen                                                                                 |
| 2012 | Norge   | "Stay"              | Tooji                      | Figge Boström / Peter Boström / Tooji           | Vinnare i Melodi Grand Prix i Norge 2012. Deltog i ESC i Baku i maj 2012 och slutade på 26:e plats. |
| 2012 | Sverige | "The Boy Can Dance" | Afro-Dite                  | Figge Boström / Catrine Loqvist / Johan Lindman | 5:e plats i en delfinal                                                                             |
| 2012 | Sweden  | "Salt & Pepper"     | Marie Serneholt            | Figge Boström / Mårten Eriksson / Lina Eriksson | 6:e plats i en delfinal                                                                             |
| 2020 | Norge   | "Out of Air"        | Didrik & Emil Solli-Tangen | Figge Boström / Mats Tärnfors / Niclas Lundin   | 6:e plats i finalen                                                                                 |

## Diskografi (urval)
- 1992, Apopocalyps - Gunga[1] (medkompositör, musiker)
- 1992, Peter Jöback - Kom till Mig, Behöver Dig, Om Du Vill Ha Mer (bas)
- 1994, Hansson de Wolfe United - Utanpå allt, Du är inte ensam (bas)
- 1995, Lena Philipsson - Kärlek Kommer med Sommar (bas)
- 1996, Fusionsorkestern - Ethnic Grooves, Första Stegen (bas)
- 1998, Fred Barely (UK) - Barely Half Alive (bas)
- 1998, Meja - Seven Sisters - All'bout The Money, Too Many Nigh's Late, Caught Up In The Middle (bas)
- 1998, Meja - Radio Radio - Japan singel (producent)
- 1999, Christian Walz - Fertilize (bas)
- 1999, Eiko Masumoto (JP) - From The First Touch (bas)
- 1999, Eva Dahlgren - La La Live (bas)
- 1999, Orup - Elva Hjärtan (producent, musiker)
- 2000, André De Lang, - Educate Your Soul - Sunshine, Educate Your Soul, Could You Be (My Favourite Girl), Finally, For Your Love (medkompositör)
- 2000, Emilia Rydberg - Girlfriend, If It's Gonna Be U (producent)
- 2000, Real Group - Commonly Unique (groove consultant)
- 2001, Eva Dahlgren - Too Many Beliefs - singel, (producent)
- 2001, Bosson - One In A Million (bas)
- 2002, No Angels (GER)  - Still in Love with You  (kompositör)
- 2002, Afro-Dite - Celebration, MamaLou, Since Your Love Has Gone, Clap Your hands (medkompositör, producent)
- 2002, Lutricia McNeal - Perfect Love, Independence Day, You Showed Me (bas)
- 2003, Nikki Cleary  (UK) - Fish Out Of Water (bas)
- 2003, Bosson - Falling in Love, Rockstar (bas)
- 2003, Nektarios  (GE)- Look Like We Made It (bas)
- 2003, Fame Factory Volym 6 - Modupeh Sowe - Jump Around (producent)
- 2003, Magnus Bäcklund - Higher (producent)
- 2004, Fame Factory Volym 7 - Modupeh Sowe - Hand In Hand - Karl Martindahl - Call You (producent)
- 2004, Modupeh Sowe - Easy Come Easy Go, Movi'n - (medkompositör, producent)
- 2004, Charlotte Perrelli - Gone too Long (bas)
- 2004, IDOL - Det bästa från Idol 2004 - Darin - Unbreak My Heart - Cornelia Dahlgren - What It Feels Like To Be A Girl (producent)
- 2004, Bosson - You Opened My Eyes (bas)
- 2005, Carola - Genom Allt, Störst av allt, Jag ger allt, Evighet (bas)
- 2005, Joana Zimmer (GE) - I Believe, My Innermost (bas)
- 2005, Eric Bibb (US) - I'll Never Lose You (medkompositör, medproducent)
- 2006, Micke Syd - Du och jag och Glenn Hysén (bas, medproducent)
- 2006, Eric Burdon (UK) - Feeling Blue (medkompositör)
- 2006, Eric Bibb (US) - Shine On (medkompositör, bas)
- 2006, Ellinor Asp - In my Dreams, Close Enough (bas)
- 2006, Ola Svensson - Nathalie, Brothers, Given to Fly, Everything I am (bas, kör)
- 2006, Jessica Andersson - Kom (bas)
- 2006, Magnus Bäcklund - Never Say Never, Crash and Burn, The Name of Love (bas)
- 2006, Cotton Club - Christmas Cocktails - Papa Dee, Charlotte Perrelli, Jan Johansen, Pernilla Wahlgren, Sara Löfgren, Afro-Dite (producent, musiker)
- 2007, Bosson - Simple Man Wishing, Believe in Love, You (bas,kör)
- 2007, Magnus Carlsson - Give a Little Love (producent) I Need Your Love (kompositör, producent)
- 2007, André De Lang - Homecoming (producent, bas)
- 2007, Magnus Carlsson - Kom Hem (producent remix)
- 2007, Martin Stenmarck - Jag blundar (kör, bas)
- 2007, Amanda Jenssen - (bas)
- 2008, Charlotte Perrelli - Hero, Bullet, Addicted (kör)
- 2008, Ola Svensson - Can't get enough, Feelgood, Love in Stereo (kör, bas)
- 2008, DBSK  - Clap! (kompositör)
- 2009, Alcazar - Thank You, Put The Top Down (medkompositör, kör, producent)
- 2009, Marie Serneholt - Disconnect Me (kör)
- 2009, Emilia Rydberg - You're My World, Song For U (medkompositör, musiker, kör, producent)
- 2009, Niclas Wahlgren - Extas (medkompositör, musiker, kör, producent)
- 2009, Apopocalyps - Ge mig värme (medkompositör, musiker, kör, producent)
- 2009, Erik Linder - Inifrån (musiker, kör, producent)
- 2009, IDOL - Det bästa från Idol 2009 - (producent, musiker, kör)
- 2009, Erik Grönwall - Over You, 18 and Life[2], Hey Jude (producent, musiker, kör), Run to the Hills (kör)
- 2009, Calle Kristiansson - With a Little Help From My Friends, It's Not Unusual, Walking in Memphis (producent, musiker, kör)
- 2010, IDOL - Det bästa från IDOL 2010 (producent, musiker, kör)
- 2010, Jay Smith- (producent, musiker, kör)
- 2010, Minnah Karlsson - (producent, musiker, kör)
- 2011, Sara Varga - Spring För Livet (medkompositör, producent, musiker, kör)
- 2012, Andreas Weise - (producent, musiker, kör, kompositör)
- 2013, Kumi Koda (JPN) - Lalalalala, Superstar (kompositör)
- 2014, Girls' Generation-TTS (KOR) - Holler (medkompositör, producent)
- 2015, Ghost (SWE) - Meliora (sångproducent, kör) Grammy för Best Metal Performance of the year
- 2017, Helene Fischer (GER) - Flieger, Sonne auf der Haut, Sowieso (medkompositör)
- 2017, Produce 101 Season 2 (KOR) - Super Hot (medkompositör, kör)
- 2017, SHINee (KOR) - Do Me Right (medkompositör)
- 2018, Arashi (JPN) - Brave (kompositör) Theme song for Rugby World Cup
- 2018, Lichtblick (GER) - Sprachlos Vor Gefühl (kompositör)
- 2018, GOT7 (KOR) - One And Only You (medkompositör)
- 2018, VAV (KOR) - ABC, Middle Of The Night (medkompositör, medproducent)
- 2019, Work of Art (SWE) - Let Me Dream (medkompositör)
- 2019, Produce X 101 (KOR) - X1-MA (medkompositör, kör)
- 2020, Thomas Anders & Florian Silbereisen (GER) - Versuch's Nochmal Mit Mir (medkompositör)

## Turnéer (urval)
Louise Hoffsten, Pandora, Ardis, Lena Ph, Jennifer Brown, Siw Malmkvist, Ace of Base, Meja, Lars Winnerbäck, Eva Dahlgren, Afro-Dite, Emilia Rydberg, Linda Sundblad, Orup

## Engagemang (urval)
TV-galor, Bingolotto, Nyhetsmorgon, showcases, företagsfester och andra spelningar med artister såsom Magnus Uggla, Mats Ronander, Robyn, Emilia Rydberg, Tone Norum, Moe, Elena Valente, Alcazar, Stefan Andersson, Tommy Nilsson, Kayo, Blossom, Gladys del Pilar, André DeLang, Carola, September, Tanya Stevens, Magnus Carlsson, Sara Löfgren, Niclas Wahlgren, Tommy Ekman, Christer Sandelin, September, Charlotte Perrelli, Marie Fredriksson.